# Sadaijin

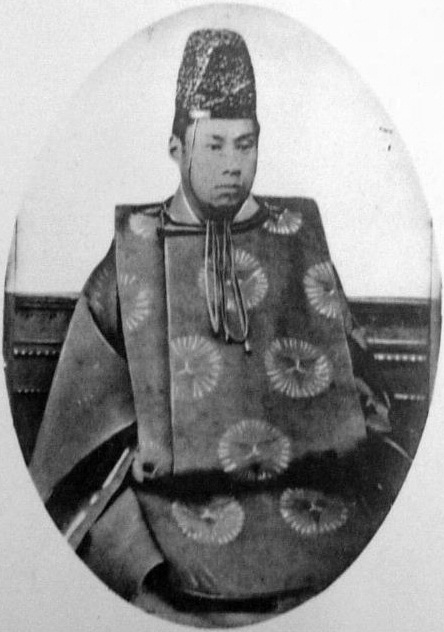
Prince Arisugawa Taruhito, dernier titulaire du titre de sadaijin jusqu'en 1885.

Le sadaijin (左大臣, littéralement : « ministre de Gauche »), avec l'udaijin (右大臣, « ministre de Droite »), constitue le deuxième rang de fonctionnaires du gouvernement impérial organisé selon les lois de l'ère Taihō de 702 qui poursuit l'oeuvre du code Asuka Kiyomihara.
À cette époque, il y a en tout huit rangs de fonctionnaires eux-mêmes divisés en échelons, plus un de début, le daijō-daijin (太政大臣), ministre des Affaires suprêmes, ou Premier ministre.